# Xã McLeansboro, Quận Hamilton, Illinois
Xã McLeansboro (tiếng Anh: McLeansboro Township) là một xã thuộc quận Hamilton, tiểu bang Illinois, Hoa Kỳ. Năm 2010, dân số của xã này là 3.830 người.